# Håkan Sandblad

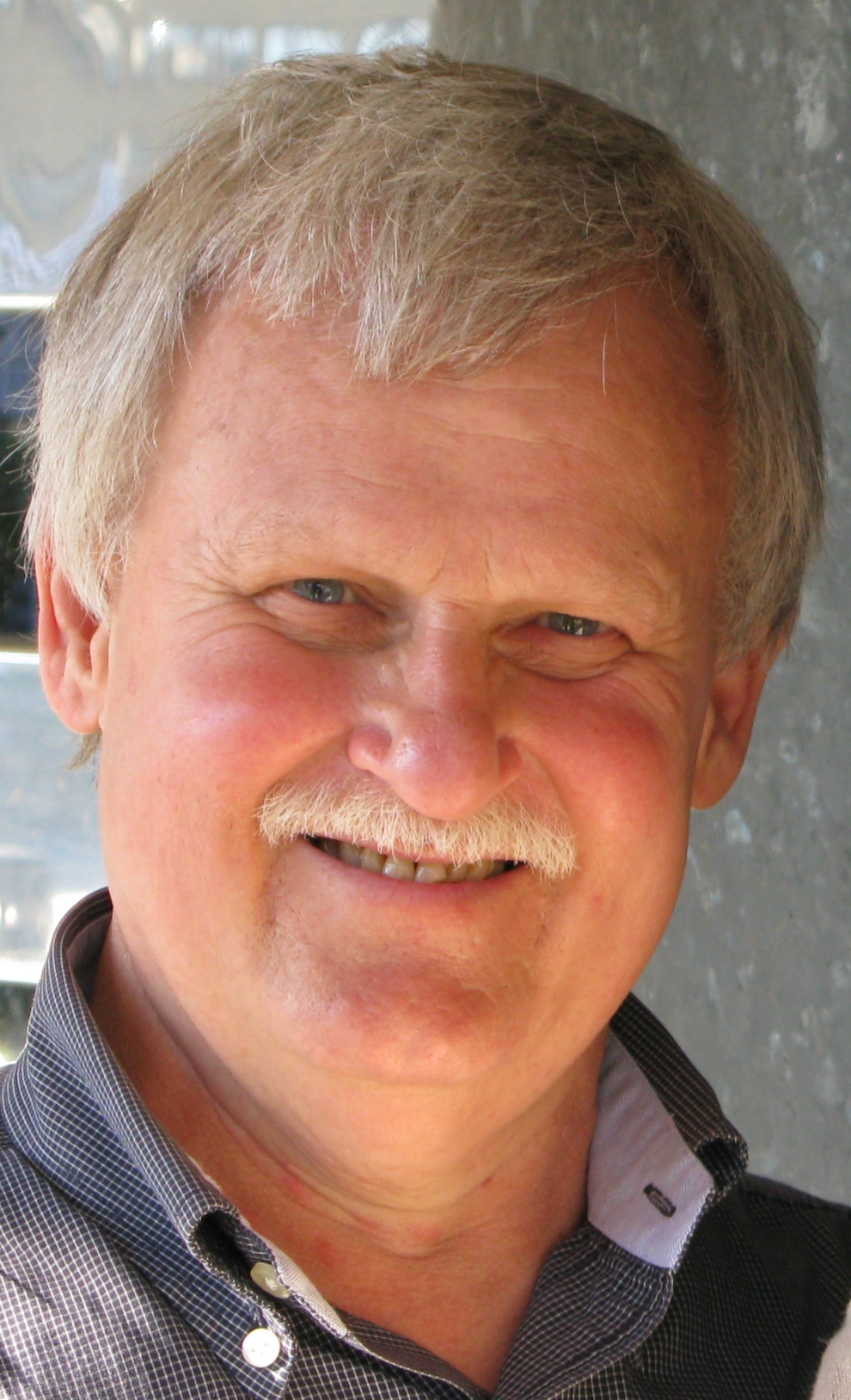
Håkan Sandblad 2009.

Håkan Sandblad, född 11 december 1942 i Uppsala, död 20 maj 2016 i Oscar Fredriks distrikt i Göteborg, var en svensk radioman. Han var son till Henrik Sandblad och systerson till Gunnar Hultgren.

## Karriär
Håkan Sandblad kom 1969 till Sveriges Radio i Göteborg. Han gjorde först som frilans och senare som anställd ungdomsprogram, Rockens roll med flera musikprogram, Radiomonopol och flera andra radiorevyer, radioteater, dokumentärer, Boktornet och andra kulturprogram, Dagens Strindbergsbrev, radiofrågesporten Hör och häpna!, Vi var där och andra radiohistoriska program. Han var chef för Radioteatern i Göteborg från 1988 och senare även SR Göteborgs kulturchef 1993–2000.
Sandblad var en av dem som startade och drev proggtidningen Musikens makt där han var redaktionschef 1973–1975. Han skrev 1974 högstadiepjäsen De’ fixar sej för Göteborgs stadsteater och därefter ytterligare barn- och ungdomsdramatik, främst för Lule Stassteater i Luleå där han bodde 1976–1983, och bidrog till några revyer, bland annat Striptease för Skottes Musikteater i Luleå samt några TV-satirer i samarbete med Thomas Kinding.
Efter pensioneringen från Sveriges Radio 2007 frilansade han som föredragshållare i radiohistoria och idrottshistoria samt med scensamtal med filmpersonligheter för Royalbiografens vänner i Göteborg. Sandblad är gravsatt i minneslunden på Västra kyrkogården i Göteborg.

## Utmärkelser
- Göteborgs Stads kulturstipendium 1974 och 1985.
- Radions Ikarospriset och Strindbergssällskapets årliga pris 2000 (bägge som en i redaktionen för Dagens Strindbergsbrev i P1).
- Svenska Idrottshistoriska Föreningens stipendium, Svif-priset 2011, "för att ha lyft fram och med stor kunskap ha presenterat den idrottsliga kulturen i tillbakablickande radioprogram för en större allmänhet".

## LP/CD
- Radiomonopol, den fria konkurrensens röst, inspelningar 1971-75 (MNW 3L).
- Dagens Strindbergsbrev - ett urval (2000, SR Records SRCD 2006).